# Cour Gilles
La cour Gilles est une ancienne voie des entrepôts de Bercy, dans le  12e arrondissement de Paris, en France.

## Origine du nom
Le nom de cette rue fait référence au nom d'un propriétaire d'un entrepôt à Bercy.

## Situation
Cette voie des entrepôts de Bercy débutait rue de Romanée et se terminait en impasse.

## Historique
Cette rue a été ouverte en 1878 sous le nom d'« impasse de la Côte-d'Or », en référence au département de la Côte-d'Or, principal vignoble de Bourgogne.
Elle disparait vers 1993 lors de la démolition des entrepôts de Bercy dans le cadre de l'aménagement de la ZAC de Bercy.
Son emplacement est désormais occupé par l'AccorHotels Arena.